# Піппу

43°52′30″ пн. ш. 142°28′40″ сх. д. / 43.87500° пн. ш. 142.47778° сх. д.
Пі́ппу (яп. 比布町, ぴっぷちょう, МФА: [pʲip̚.pu̥ mat͡ɕi̥]) — містечко в Японії, в повіті Камікава округу Камікава префектури Хоккайдо. Станом на 1 жовтня 2008 року площа містечка становила 87,29 км². Станом на 31 березня 2017 населення містечка становило 3811 осіб.